# Нидермошель
Нидермошель (нем. Niedermoschel) — община в Германии, в земле Рейнланд-Пфальц. 
Входит в состав района Доннерсберг. Подчиняется управлению Альзенц-Обермошель.  Население составляет 506 человек (на 31 декабря 2010 года). Занимает площадь 6,62 км².